# كيس فان هي
كيس فان هي (بالهولندية: Kees van Hee)‏ هو عالم حاسوب وأستاذ جامعي هولندي، ولد في 1946.